# Pliening
Pliening er en kommune i den nordvestlige del af Landkreis Ebersberg i Regierungsbezirk Oberbayern i den tyske delstat Bayern. Den ligger øst for München. På den lokale dialekt bliver Pliening udtalt som Pleaning.

## Gemeindegliederung
Pliening kommune består af hovedbyen Pliening, og landsbyerne Ottersberg, Gelting, Landsham og Landsham-Moos samt bebyggelserne Geltinger Au, Unterspann, Gigging, Gerharding og Erlmühle.